# La jungla de les pissarres
La jungla de les pissarres (títol original en anglès: Blackboard Jungle) és una pel·lícula estatunidenca dirigida per Richard Brooks, estrenada el 1955 i basada en una novel·la original d'Evan Hunter. Ha estat doblada al català.

## Argument
Aquesta pel·lícula presenta les relacions difícils entre un professor principiant i els seus alumnes en un liceu professional.
Richard Dadier, un jove professor d'anglès (Glenn Ford), és reclutat pel Sr. Warneke, el principal de la «North Manual High School», escola secundària d'ensenyament professional, en un barri pobre de Nova York. Coneix dels seus col·legues, sobretot Joshua Edwards i Lois Hammond. L'administració de l'escola és dividida en dos clans, comprensió i benevolència d'un costat (que al començament és el clan minoritari i només és constituït pels professors principiants) i d'altra banda desconfiança i autoritarisme despòtic (que és el clan majoritari). Aquests estan desanimats i passius, i ja no porten cap interès als seus alumnes.

El dia del retorn, el jove professor d'anglès també és sorprès per la manera com el director dels estudis, Sr. Halloran, parla als alumnes. Alguns instants més tard, sorprèn un jove afroamericà, Gregory W. Miller (Sidney Poitier), fumant en els banys. En el primer curs un alumne li envia una pilota de beisbol a la pissarra. Dadier és sorprès per l'ambient general de l'escola però s'agafa la cosa una mica a la lleugera (per exemple al que acaba de trencar la pissarra amb la pilota de beisbol li replica 
| « | qui l'ha llançat no jugarà mai amb els Yanks | » |

), fins al dia on una col·lega, professor d'arts plàstiques, la Sra. Hammond, és atacada per un dels seus alumnes el vespre al final del curs.

Dadier agafa doncs la seva defensa. Cosa que li provocarà de ser molestat alguns dies més tard pels seus alumnes al carrer. Dadier no cedeix però continua el que sembla ser-li una missió. Es nega a denunciar els seus agressors. Coneixerà nombroses altres malaventures: cartes anònimes destinades a la seva dona on es diu que el seu marit l'enganya, un alumne que l'acusa equivocadament de ser racista i el denuncia al principal, un col·lega col·leccionista de discos de jazz que veu com els seus alumnes trenquen tots els seus discos, etc. Dadier és l'encarregat de la preparació de l'espectacle de Nadal de l'escola: sorprèn Miller (Sidney Poitier) que prepara una sorpresa a Dadier repetint un gospel per a l'espectacle de Nadal. Un dia, Dadier acaba passant uns dibuixos animats als seus alumnes i els convida a discutir.-hi. Així aconsegueix atreure la seva atenció i «fer»-los sociables (
| « | La pel·lícula els fa sortir de la seva closca | » |

 diu). Gràcies a Dadier, el clima millora a l'escola i els més recalcitrants dels professors es comencen a tornar més optimistes. Tanmateix queden encara dos alumnes indisciplinats en la classe, que acaben intentant apunyalar Dadier. Però tots els altres alumnes l'ajuden a defensar-se i a portar-lo al director.

### Perspectives sociològiques i psicològiques
La situació és la d'una escola secundària d'ensenyament professional en un medi urbà pobre novaiorquès on l'educació és no només menyspreada sinó també considerada com inútil. Mobilitzant alumnes per muntar l'espectacle de Nadal de l'escola i utilitzant activitats lúdiques (dibuix animat, magnetòfon), el professor d'anglès ha sabut interessar els alumnes en la seva matèria. En termes tècnics, el professor d'anglès comença per establir una «aliança pedagògica» abans de tota acció educativa.
Aquesta pel·lícula és un estudi realista i vigorós de la delinqüència juvenil als medis urbans populars americans, i de les relacions entre els joves (relacions segons els orígens ètnics - afroamericans, portorriquenys, irlandesos, WASP, xino-americans... - i relacions en funció dels clans, de les bandes...). Miller, un dels dos alumnes negres de la classe de Dadier, interpretat per Sidney Poitier és, entre els alumnes, l'element més digne, el més valent i el més lúcid, és un cap nat, i és gràcies a la seva col·laboració que el professor inculcarà als seus alumnes un comportament positiu. Aquesta pel·lícula va a l'encontre de molts prejudicis de moda en aquell temps.

### Una pel·lícula innovadora
Aquesta pel·lícula resta de manera incontestable una pel·lícula innovadora, una mica avantguardista, i sobretot molt compromesa si se la situa en el seu context històric (estrenada el 1955). D'altra banda alguns consideren basant-se en els problemes actuals de violència juvenils i escolars (que es pot conèixer actualment) que aquesta pel·lícula resta completament d'actualitat.

## Repartiment
- Glenn Ford: Richard Dadier
- Anne Francis: Anne Dadier
- Margaret Hayes: Lois Judy Hammond
- Vic Morrow: Artie West|Henry
- Sidney Poitier: Gregory Miller
- Warner Anderson: Doctor Bradley
- Louis Calhern: Jim Murdock
- Rafael Campos: Pete V. Morales
- John Hoyt: M. Warneke
- Richard Kiley: Joshua Y. Edwards
- Emile Meyer: M. Halloran
- Paul Mazursky: Emmanuel Stoker
- Horace McMahon: Inspector
- Basil Ruysdael: Professor Kraal
- Dan Terranova: Belazi
- Martha Wentworth:Madame Brophy
- Tom McKee:Manners, un professor

## Premis i nominacions

### Nominacions
- 1956: Oscar a la millor fotografia per Russell Harlan
- 1956: Oscar al millor muntatge per Ferris Webster
- 1956: Oscar a la millor banda sonora per Best Music, Original Dramatic Score
- 1956: Oscar a la millor direcció artística per Cedric Gibbons, Randall Duell, Edwin B. Willis i Henry Grace